# Megalocentor echthrus
Megalocentor echthrus là một loài cá da trơn trong họ Trichomycteridae, và loài duy nhất trong chi Megalocentor. Con trưởng thành dài khoảng 8.8 centimetres (3.5 in) SL and có nguồn gốc từ Amazon và Orinoco basins.